# Gajusz Sencjusz Saturninus (konsul 4 n.e.)
Gajusz Sencjusz Saturninus, Gaius Sentius Saturninus, był rzymskim politykiem za czasów Oktawiana Augusta i synem Gajusza Sencjusza Saturninusa, konsula w 19 p.n.e.
Towarzyszył wraz z braćmi ojcu gdy ten był namiestnikiem Syrii. Został konsulem zwyczajnym (consul ordinarius) w 4 n.e., a jego brat Gnejusz Sencjusz Saturninus w tym samym roku został konsulem dodatkowym (consul suffectus). 